# F-105 (航空機)
リパブリック F-105 サンダーチーフ
第465戦術戦闘飛行隊が運用していたF-105D型とF型
- 用途：戦闘機
- 分類：戦闘爆撃機
- 設計者：アレキサンダー・カートヴェリ（英語版）
- 製造者：リパブリック
- 運用者： アメリカ合衆国（アメリカ空軍）
- 初飛行：1955年10月22日
- 生産数：833機
- 運用開始：1958年5月27日
- 退役：1984年2月25日
- 運用状況：退役
- ユニットコスト：214万USドル

F-105 サンダーチーフ (F-105 Thunderchief：雷の王、雷神の意) はアメリカのリパブリックが開発した軍用機である。

## 概要
単座単発（F/G型は複座）の戦闘爆撃機で、同社のF-84の後継機である。初めて機体内に爆弾倉をもった戦闘爆撃機であり、その爆撃能力は軽爆撃機というジャンルを不要にし「FとBを付け間違えた」とさえいわれた。しかし、決して戦闘機としての本質を失った訳ではなく、ベトナム戦争では主に爆撃を行いながらも、北ベトナム軍機を 27.5機撃墜している。当時の単発戦闘機としては大きなエンジン出力を誇り、それを生かして機動力と搭載量を両立させた本機は、今でいうマルチロール機の先駆けであるとも言える。
ニックネームの“サンダーチーフ”は同社の戦闘機に与えられて来た“サンダー＊＊(Thunder-)”の伝統に則ったものであるが、それ以外にも多彩な愛称が現場や関係者から非公式に与えられた。
主機として用いられた、当時屈指の戦闘機用大出力ターボジェットエンジンであるP&W J75にちなんでThud、Thunderthud(いずれも、“雷が轟音を立てて落ちる”の意)、大量の爆弾を投下することから“地面を掘り返すもの”としてHyper-Hog、Ultra-Hog(共に“凄い豚(猪)”の意)、同様に高い爆撃能力からSquash Bomber(握りつぶす(ように爆撃する)爆撃機)、機体の平面形状からIron Butterfly(鉄の蝶)、センチュリーシリーズの戦闘機の5番目(F-10“5”)であることから5セント硬貨の材質にかけてThe Nickel(前述の通り5セント硬貨、転じて、小銭を意味する)、戦闘、爆撃、核攻撃をこなす多用途性からOne-Man Air Force(一人(で全部やってしまう)空軍)、Triple Threat(3つの脅威)、頑丈な機体を作ったメーカーに敬意を表したRepublic Iron(リパブリック社製鉄鋼製品、もしくは“リパブリック鉄工所”の意)などが知られている。

## 開発経緯

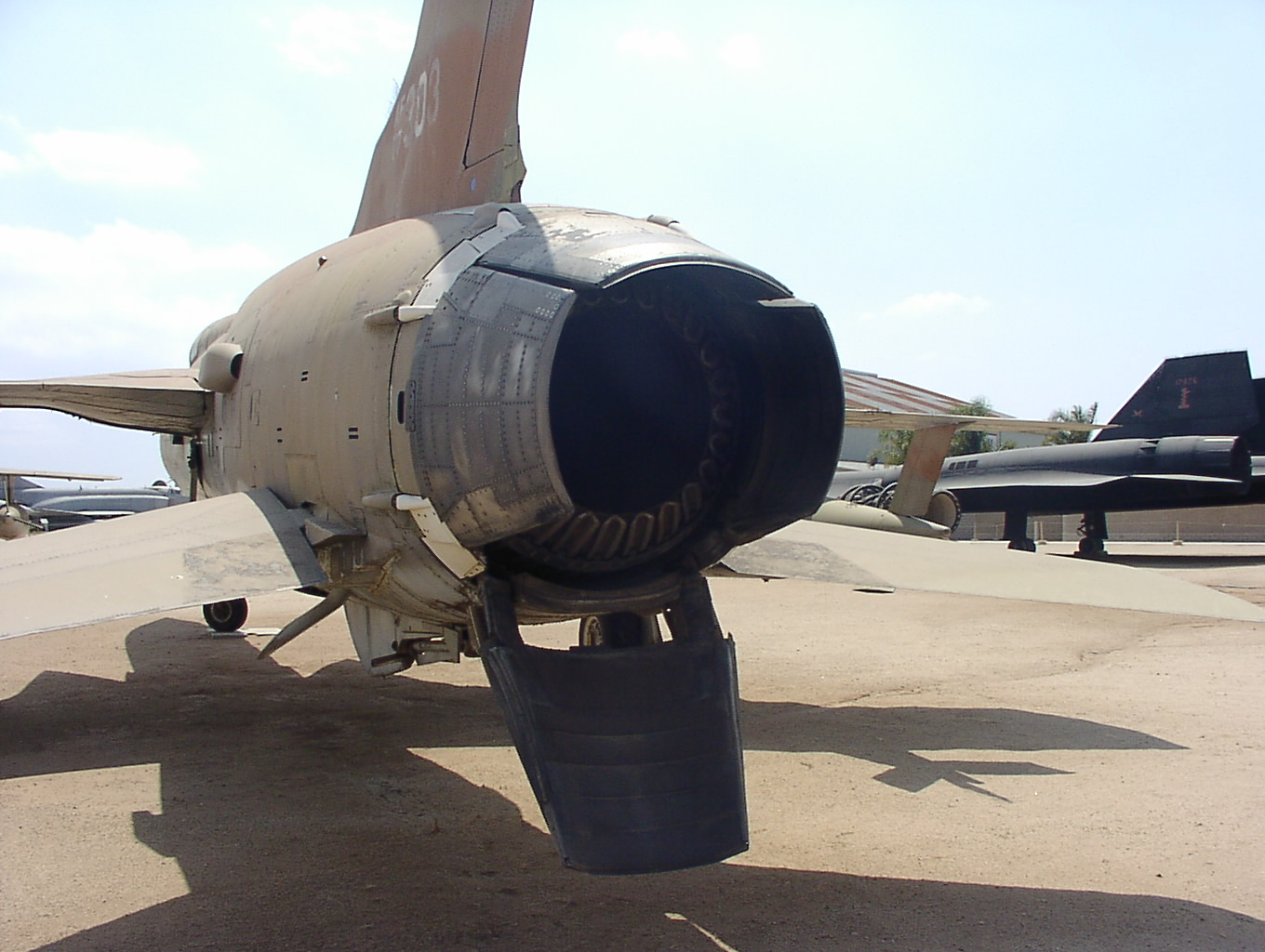
F-105Bに搭載された、P&W J75のエンジンノズル部。着陸等の際にはノズル部分が展開して、エアブレーキの役割を果たす。

リパブリックは1951年に、自社資金でアメリカ空軍向け次世代戦闘爆撃機の開発に乗り出し、社内に「アドバンスド・プロジェクト63」を立ち上げた。設計主任にはP-47 サンダーボルト戦闘機の設計者であるアレキサンダー・カートベリが任命され、P-47の基本的概念を踏襲したAP63をまとめあげ、1952年3月にアメリカ国防総省に提案した。提出された設計案は慎重に検討された結果、9月には正式な開発契約とF-105の制式名称で、199機を生産し、1955年からの配備開始という取り決めも交わされた。AP63設計案は、RF-84Fのデザインを拡大・発展させたもので、侵攻時の高速性能を確保するために当時はまだ大型だった核爆弾を機内収容する爆弾倉を持つ、大型機となる計画だった。
1953年3月には発注機数がXF-105先行量産機37機とRF-105偵察機9機に削減され、10月のリパブリック社工場でのモックアップ審査では、搭載予定で開発中のアリソン製J71ターボジェット・エンジンに十分な信頼がおけないとして、アメリカ空軍は暫定的にP&W製J57-P-25エンジンの搭載を要求。これによりJ71の搭載構想は立ち消えとなり、試作機2機にはJ57が搭載され、量産機ではこれをさらに発展させたJ75エンジンが搭載されることとなった。一方、リパブリック社では、F-84Fの開発と量産遅延に忙殺されており、その影響でF-105の開発にも遅延が生じるようになっていたため、1953年末にアメリカ空軍と再調整を行い、1954年2月になって新たにF-105A 2機とF-105B 10機、RF-105 3機の計15機の試作機が発注された。なお開発遅延に伴い、元来は別目的の機体であったF-100・F-101両戦闘機が、戦闘爆撃機として採用・運用されている。
試作機YF-105A初号機は1955年10月22日にエドワーズ空軍基地で初飛行し、エリアルールなどの新コンセプトを取り入れていないにも関わらずマッハ1.02を記録した。ただ、YF-105A初号機は同年12月16日の試験飛行中に降着装置の故障で胴体着陸し、修理のためリパブリック社の工場へ戻されたが、1956年1月28日にYF-105A 2号機が初飛行し、試験飛行は継続された。F-105の開発遅延は1956年になっても改善される兆しを見せないものの、同年5月26日にはP&W製J75-P-3エンジンを搭載し、エリアルールを適用した胴体と楔形のエアインテークを備えたYF-105B初号機が初飛行し、マッハ2の高速に達したが、降着装置の故障で胴体着陸を余儀なくされ、またしても開発遅延の原因となってしまった。なお、同年6月になってアメリカ空軍はF-105へ、リパブリック社から提案のあった「サンダーチーフ」の愛称を承認。1957年度予算にはF-105B 65機、RF-105B 17機分の総額1000万ドルを盛り込んでいる。
こうした状況下、同年9月10日にノースアメリカンが開発していたF-107Aが初飛行し、F-105との比較審査が行われたが元から保険的意味合いしかなかったF-107Aが採用されることはなく、1957年1月にリパブリックに対してF-105の正式な発注が行われた。また、アメリカ空軍では同年11月22日に情勢の変化に対応するため再検討を実施し、AN/APN-105全天候ドップラー航法システムの搭載、コクピット計器パネルの改良、Mk.43核爆弾運用能力付与などの追加が指示された。

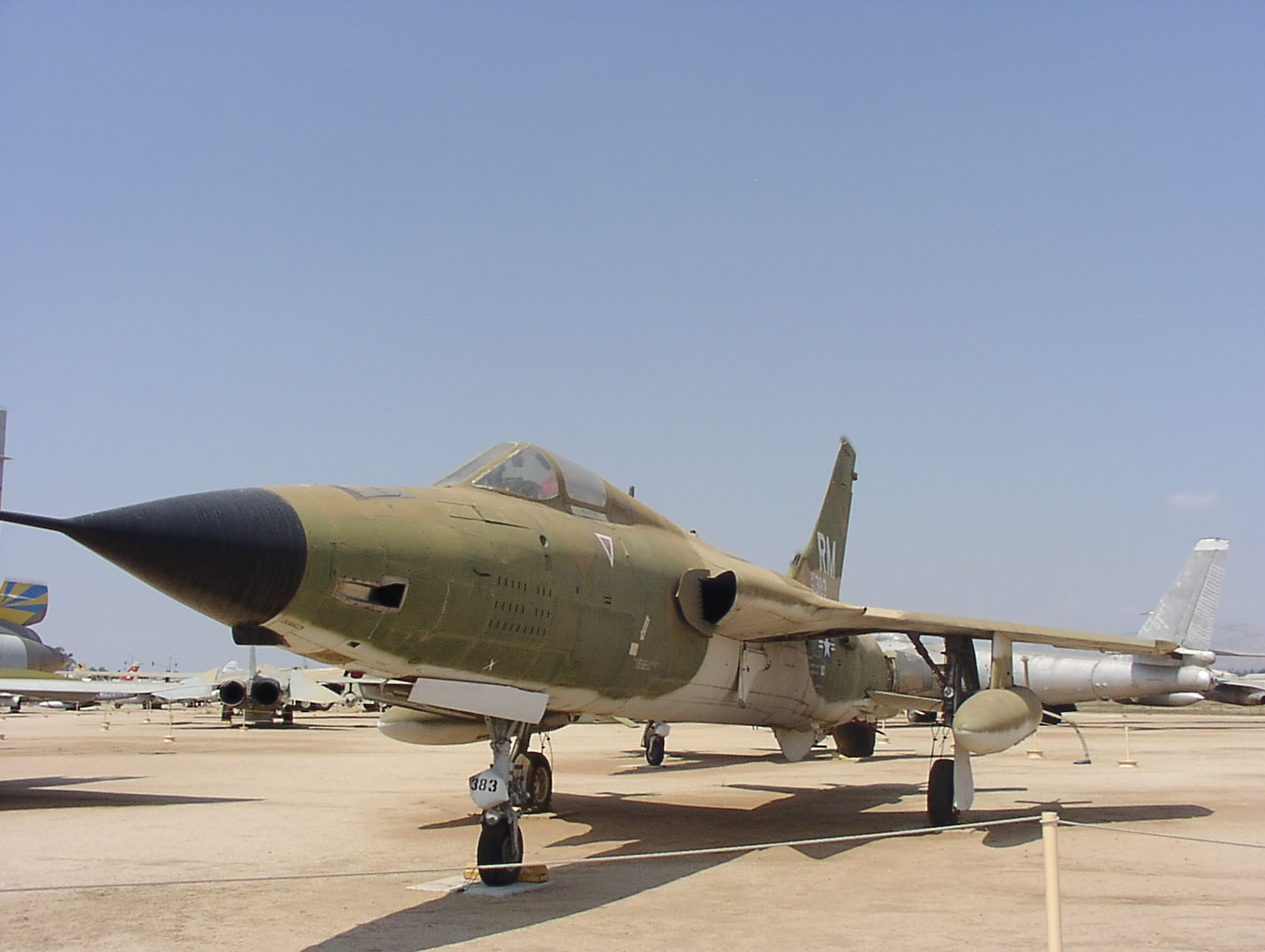
マーチ空軍博物館に展示されている、F-105D

初期量産型のF-105Bは1958年5月27日から戦術航空軍団に引き渡しが開始され、8月に第4戦術戦闘航空団第335戦術戦闘飛行隊が最初に受領した。F-105Bは技術的トラブルが比較的少なかったが、アビオニクス関連のトラブルが非常に多く、アメリカ空軍テスト機関やリパブリックなどがその解決に全力を挙げねばならなかった。アメリカ空軍では65機のF-105Bと17機のRF-105の調達を決定していたものの、後にRF-105があまりに高価となったためキャンセルされ、結局、F-105Bは1959年までに65機が生産されたのみで、その後生産はF-105Dに移行した。
F-105D初号機は1959年6月9日にリパブリックのファーミングデイル工場で初飛行している。アメリカ空軍は当初1,400機のF-105Dを14個航空団に配備する計画だったが、1961年にロバート・マクナマラ国防長官が機種統一と国防予算抑制の見地から海軍で採用されたF-4 ファントムIIの導入を働きかけたため、調達機数は610機に削減され、残りの予算は空軍型のF-4C/Dの購入に回された。F-105Dは、エンジンをP&W製J75-P-19Wに換装し、AN/ASG-19サンダースティック火器管制装置、NASARR R-14A多目的モノパルス・レーダー・システムとドップラー・レーダーを搭載した全天候型戦闘爆撃機で、1960年5月から第4戦術戦闘航空団への引渡しが開始され、1961年3月からはネリス空軍基地で編成された第4520戦闘乗員訓練航空団での乗員養成が開始された。
間もなく海外展開部隊への配備も進められ、最初に受領したのは西ドイツのビットブルク空軍基地に展開する第36戦術戦闘航空団で、1962年にはシュパンダーレム空軍基地の第49戦術戦闘航空団、同年10月に嘉手納基地の第18戦術戦闘航空団、1963年5月に板付基地の第8戦術戦闘航空団がそれぞれF-100D/F スーパーセイバーから機種転換している。F-105は高性能な単座機だったため、当初からパイロット訓練用に複座型の開発が必要視されていた。このためF-105CやF-105Eなどの複座モデルが計画されたが開発経費の高騰などで実現せず、結局、F-105Dを複座化したF-105Fが開発された。F-105F初号機は1963年6月11日に初飛行し、1964年末までに143機が生産された。

## 実戦投入

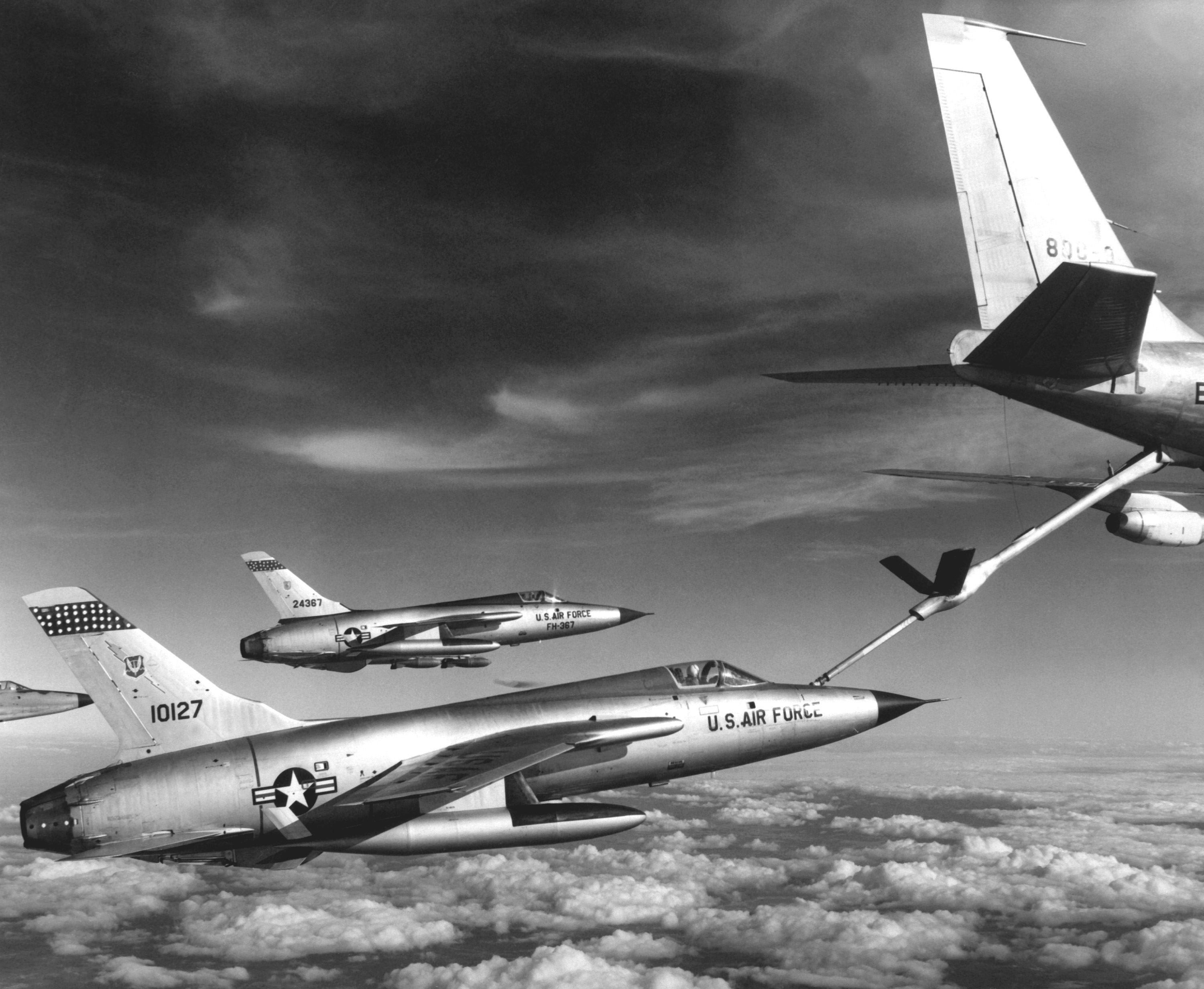
KC-135から空中給油を受けるF-105D

ベトナム戦争の最初の4年間において、北ベトナムに対する爆撃攻撃の75%はF-105によるものだった。ただし本機を特徴づける機体内の爆弾倉は戦術核専用であり通常爆弾の運用には適さず、爆装は外装で行われ、爆弾倉は燃料タンクの収納スペースとして用いられた。
北爆当初北ベトナム空軍のミコヤンMiG-17に撃墜されるという事件が起こり、「やはり戦闘機失格」という評判を産み、マッハ1級戦闘機であるF-100に、マッハ2級機である本機が護衛されるという屈辱的扱いを受けた。
だが結局F-100のほうは一度もMiG撃墜の戦果を残せなかったのに対し、本機は果敢にMiG-17に挑んで撃墜記録を残し、戦闘機失格の汚名を返上している。ただし対戦闘機戦闘を行う際は爆弾を途中投棄せざるを得ず、結果として北ベトナム空軍は爆撃阻止に成功した事になる（ベトナム空軍もそれを意図した迎撃を行った）。またより高性能なMiG-21を撃墜した記録はない。核攻撃能力に傾倒する一方で制空戦闘機を持たず、本機のような戦闘爆撃機のみ重視したため、ベトナム戦争の様な戦闘での対応に苦しんだ事を考えると、アメリカ空軍の判断ミスは大きかったと言える。
主力型として生産されたD型からは、航法、火器管制、爆撃管制の各装置を連動させた統合自動システムを搭載し、出撃から帰還まで自動的に作戦を遂行出来る様になった。ただし、回避機動などを行えないため使用頻度は少なかった。何機かのF-105は、レーダー妨害装置を備えた ワイルド・ウィーゼル機F-105Gとして敵の地対空ミサイルを破壊する任務に使われた。このベトナム戦争において、北爆の主力として使用されたD/F型総生産数751機の内、385機が戦闘や作戦中のトラブルで失われ、51機が戦闘以外の運用上のトラブルで失われている。
ベトナム戦争終結後は、空軍州兵（ANG）等の後方任務に回され、1983年5月25日にジョージア州航空隊の第128戦術戦闘飛行隊が行ったフライトを最後に全てのミッションを終えて退役した。
また、1964年にアメリカ空軍のアクロバットチーム、サンダーバーズの使用機として採用されたが、同年5月に事故を起こした事とその直後に発生した別の部隊での墜落事故の二つが理由の一時的な飛行停止処置により、早々に使用中止となってしまった。一方、ワイルド・ウィーゼル機のF-105Gは、その後も長く正規空軍で第一線機として用いられ、1980年代より徐々に後継機であるF-4Gと交代した。

## 派生型
YF-105A
試作機。2機製造。
YF-105B
試作機。エリアルールの採用など。4機製造。
F-105B
初期生産型75機製造。
RF-105B
偵察機型。17機発注も計画中止により、JF-105Bに改装。
JF-105B
RF-105Bから改造された試験用機。地対空ミサイルの試験に使用。3機改装。
F-105C
複座練習機型。1957年に計画中止。
F-105D
全天候能力を強化。610機製造。
F-105E
D型の複座練習機型。1959年計画中止。
F-105F
D型の複座練習機型。143機製造。
EF-105F
F型を敵防空網制圧任務（ワイルド・ウィーゼル）用に改修した型の非公式名称（制式名はF-105Fのまま）。F型より86機改装。
F-105G
敵防空網制圧任務（ワイルド・ウィーゼル）機。F型、EF-105F型より61機改装。

## 仕様 (F-105D)
出典: 『世界の傑作機 No.4 リパブリックF-105サンダーチーフ』（文林堂、1987年）,en:F-105 Thunderchief
諸元
- 乗員: 1
- 全長: 19.63 m （64 ft 4.75 in）
- 全高: 5.99 m （19 ft 8 in）
- 翼幅: 10.65 m（34 ft 11.25 in）
- 翼面積: 35.76 m2 （385 ft2）
- 空虚重量: 12,474 kg （27,500 lb）
- 運用時重量: 16,165 kg （35,637 lb）
- 有効搭載量: 6,700 kg （14,000 lb）
- 最大離陸重量: 23,834 kg) （52,546 lb）
- 動力: P&W J75-P-19W アフターバーナー付ターボジェット、 （26,500 lbf）  × 1

性能
- 最大速度: 2,208 km/h (マッハ2.08) （1,192 kt） （高度11,000 m（36,000 ft）時）
- 戦闘行動半径: 1,259 km （680 nm）
- フェリー飛行時航続距離: 3,553 km （1,918 nm）
- 実用上昇限度: 14,783 m （48,500 ft）
- 上昇率: 195 m/s （38,500 ft/min）
- 翼面荷重: 452 kg/m2 （93 lb/ft2）
- 推力重量比: 0.74

武装
- * 固定武装： M61 20mmガトリング砲 × 1 ,（装弾数1028発）
- 爆弾： 爆弾倉に1発の核爆弾。5基のパイロンに14,000 lb (6,700 kg)の通常爆弾又は3発の核爆弾搭載可能
- ミサイル：
  - AIM-9 サイドワインダー 空対空ミサイル
  - AGM-12 ブルパップ 空対地ミサイル
  - AGM-45 シュライク 対レーダーミサイル
  - AGM-78 スタンダードARM 対レーダーミサイルなど
- アビオニクス: * NASARR R-14A radar レーダー
- AN/ASG-19 Thunderstick レーダー,FCS
- AN/ARN-85 LORAN (AN/ARN-92 in Thunderstick II-modified aircraft)

## 登場作品

### 映画
『ファイヤーフォックス』
ベトナム戦争当時のミッチェル・ガントの愛機として登場。

### 漫画・アニメ
『エリア88』
グエン・ヴァン・チョムの愛機として登場している。
『ゲゲゲの鬼太郎』
「泥田坊」に航空自衛隊機として登場。配備基地に出現した泥田坊の妨害を受けて離陸直後に墜落する事故が頻発し、調査に訪れた鬼太郎も複座型に搭乗している。

### ゲーム
『Strike Fighters』　Third wire
フライトシミュレーター。主要なタイプは全て操縦可能。